# Komisja Skarbowa Koronna
Komisja Skarbowa Koronna – magistratura rządowa Korony Królestwa Polskiego I Rzeczypospolitej powołana 4 czerwca 1764 przez sejm konwokacyjny.
Jako organ kolegialny, odpowiedzialny przed sejmem przejęła kompetencje podskarbich wielkiego koronnego i nadwornego koronnego, którzy zachowali jedynie przywilej przewodniczenia jej pracom. Otrzymała rozszerzone kompetencje w dziedzinie opieki nad przemysłem, handlem i komunikacją oraz sądownicze w sprawach skarbowych. W jej skład wchodziło 16 (później 9) członków, wybieranych przez sejm, przed którym zobowiązana była składać coroczne raporty ze swojej działalności. 
Od 1775 została podporządkowana Departamentowi Skarbowemu Rady Nieustającej. Sejm Czteroletni połączył ją 28 października 1791 z Komisją Skarbową Wielkiego Księstwa Litewskiego w Komisję Skarbową Rzeczypospolitej Obojga Narodów. 31 sierpnia 1792 konfederacja targowicka przywróciła podział komisji. 